# Vehbi Gavoçi
Hodża Vehbi Sulejman Gavoçi (ur. 17 maja 1923 w Szkodrze, zm. 19 lutego 2013 w Zjednoczonych Emiratach Arabskich) – albański teolog oraz duchowny muzułmański, nauczyciel.

## Życiorys
Urodził się 17 maja 1923 roku w szkoderskiej dzielnicy Garuc. W 1936 roku ukończył szkołę podstawową. Rok później Vehbi wraz z ojcem z powodów politycznych wyemigrował do Syrii; przyczyną emigracji były sprzeczne z zasadami islamu reformy wprowadzone przez króla Zoga I, zgodnie z którymi muzułmanki były zobowiązane do niezasłaniania swoich twarzy. Latem 1937 Vehbi Gavoçi wraz z ojcem przybył do Damaszku, jednak niedługo potem został wysłany przez ojca do Kairu, gdzie kształcił się na Al-Azharze w dziedzinie szariatu.
W 1947 roku wrócił do Syrii. Rok później uzyskał uprawnienia do wykonywania zawodu nauczyciela, a w latach 1949–1951 nauczał religii w dziewczęcej szkole w Aleppo. Wrócił następnie do Damaszku, gdzie do 1965 roku pracował jako nauczyciel w różnych szkołach; wykładał także w instytucie pedagogicznym oraz na Uniwersytecie Damasceńskim. W latach 1958–1961 pełnił posługę imama w zbudowanym przez swojego ojca meczecie.
W 1966 roku wyjechał do Arabii Saudyjskiej, gdzie przez 5 lat pracował jako profesor na Uniwersytecie Umm al-Qura w Medynie, a następny rok spędził w Rijadzie jako wykładowca na Uniwersytecie Króla Sauda.
W 1972 roku Wrócił do Syrii, gdzie do 1980 roku ponownie pracował w zawodzie nauczyciela, po czym przeszedł na emeryturę, jednak nie zakończył kariery naukowej. W 1974 roku odwiedził położone w Jugosławii Skopje oraz Prisztinę, planował także odwiedzić Szkodrę, jednak nie zezwolono mu na wstęp na teren Albanii; udało mu się odwiedzić ten kraj dopiero po 1991 roku.
Ponownie wyjechał do Arabii Saudyjskiej, gdzie był pracownikiem naukowym na Islamskim Uniwersytecie w Medynie, a przez trzy lata działał także na terenie Ammanu, biorąc udział w licznych badaniach naukowych oraz nauczając w szkołach. Resztę życia spędził w Zjednoczonych Emiratach Arabskich, w 1986 roku został wykładowcą na Uniwersytecie w Dubaju.
Był autorem około 50 książek oraz ponad 400 artykułów naukowych, które publikował w czasopismach m.in. Menar, El Bejan, Zëri i arabëve, Shkopi i xhenetit, Përparimi Islam, Dauve oraz Menarul Islam.
Poza ojczystym językiem albańskim znał w stopniu biegłym języki arabski i angielski; brał także udział w tłumaczeniu artykułów z języka arabskiego na albański.

## Tytuły
10 lutego 2012 roku rada miejska Szkodry przyznała Vehbiemu Gavoçiemu tytuł honorowego obywatela tegoż miasta.

## Życie prywatne
Jego ojciec Sulejman oraz dziadek Halil także byli imamami oraz hafizami; obaj uczestniczyli w obronie Szkodry w czasie oblężenia tegoż miasta. Jego ojciec miał brata Muhameda.